# Schweinfurt (district)
Districtul Schweinfurt este un district rural (germană: Landkreis) din regiunea administrativă Franconia Inferioară, landul Bavaria, Germania.

## Orașe și comune
| orașe 1. Gerolzhofen (6.734) comune (târg) 1. Oberschwarzach (1.424) 2. Stadtlauringen (4.483) 3. Werneck (10.721) | comune 1. Bergrheinfeld (4.976) 2. Dingolshausen (1.236) 3. Dittelbrunn (7.530) 4. Donnersdorf (1.933) 5. Euerbach (3.106) 6. Frankenwinheim (993) 7. Geldersheim (2.597) 8. Gochsheim (6.494) 9. Grafenrheinfeld (3.345) 10. Grettstadt (4.165) 11. Kolitzheim (5.609) 12. Lülsfeld (815) 13. Michelau i.Steigerwald (1.165) 14. Niederwerrn (7.964) 15. Poppenhausen (4.171) 16. Röthlein (4.905) 17. Schonungen (8.232) 18. Schwanfeld (1.981) 19. Schwebheim (4.071) 20. Sennfeld (3.994) 21. Sulzheim (2.014) 22. Üchtelhausen (4.045) 23. Waigolshausen (2.893) 24. Wasserlosen (3.497) 25. Wipfeld (1.142) |

1. ↑   https://www.landkreis-schweinfurt.de/landkreis-verwaltung/landrat, accesat în 14 august 2023 Lipsește sau este vid: |title= (ajutor)
2. 1 2 3  GeoNames